# Kurt Suttner
Kurt Suttner (* 8. August 1936 in Regensburg) ist ein deutscher Musikpädagoge und ehemaliger Chorleiter. Er gründete den Via-Nova-Chor, mit dem er bei zahlreichen internationalen Wettbewerben mit Preisen ausgezeichnet wurde.

## Leben und Werk
Suttner studierte Schulmusik und Gesang an der staatlichen Hochschule für Musik in München. Noch als Student war er Mitbegründer der Capella antiqua Konrad Ruhlands. Im Anschluss an seine Ausbildung war er zunächst als Musikpädagoge an verschiedenen Münchener Gymnasien tätig. Später wechselte er als Musiklehrer an die Deutsche Schule in der äthiopischen Hauptstadt Addis Abeba und wirkte als Musikberater am Kultusministerium der Republik Madagaskar.
Nach seiner Rückkehr nach Deutschland übernahm er 1967/68 sowie von 1972 bis 1974 an der Münchener Hochschule für Musik einen Lehrauftrag für das Fach Chorleitung. 1975 folgte er einem Ruf auf den Lehrstuhl für Musikpädagogik an der Universität Augsburg, den er bis 1998 bekleidete. Mit dem Kammerchor der Universität unternahm er zahlreiche Konzertreisen ins Ausland. Von 1989 bis 1999 war Suttner zudem Leiter der Bayerischen Singakademie, wo er sich der Ausbildung jugendlicher Sänger widmete.
1972 rief er in München den via-nova-chor München ins Leben, mit dem er sich insbesondere der Interpretation zeitgenössischer Chormusik verschrieb. Aus dem Laienchor formte er ein Ensemble von professioneller Qualität. In engem Kontakt zu Komponisten wie Peter Michael Hamel, Robert Helmschrott, Max Beckschäfer, Moritz Eggert, Kay Westermann, Wilhelm Killmayer, Harald Genzmer oder Günter Bialas entstanden zahlreiche Erst- und Uraufführungen. Bei zahlreichen internationalen Wettbewerben errang er mit dem Chor Preise und Auszeichnungen, so den Kulturpreis der Bayerischen Landesstiftung, den Förderpreis der Ernst von Siemens Musikstiftung, Preise bei internationalen Chorwettbewerben in Tours, Den Haag, Cork, Budapest, Tolosa, und den Sonderpreis für zeitgenössische Chormusik im Deutschen Chorwettbewerb in Fulda. Anfang 2008 gab er die Leitung des Chores an Florian Helgath ab.
Er ist Mitherausgeber der Sammelbände Chor aktuell, Chor aktuell junior, Chor aktuell Basis sowie Herausgeber der Reihe carus novus beim Carus-Verlag Stuttgart.

## Auszeichnungen und Preise
- 1998: Bundesverdienstkreuz (I. Klasse)
- 2006: Medaille München leuchtet – Den Freunden Münchens
- 2007: Orlando-di-Lasso-Medaille des Bayerischen Sängerbundes
- 2007: Bayerischer Verdienstorden